# Fertőbozi vasúti baleset
A fertőbozi vasúti baleset 1973. november 15-én történt Balffürdő és Fertőboz állomások között.

## A baleset leírása
1973. november 15-én reggel 6 óra 10 perckor, a Sopronból Budapestre tartó Ciklámen expresszvonat 57 km/órás sebességgel összeütközött a nyílt pályán fékhiba miatt várakozó tehervonattal. Az expressz mozdonya és a tehervonat utolsó három kocsija kisiklott. A baleset következtében tizennyolc személy súlyos sérülést, többen könnyű sérülést szenvedtek. Már az első pillanattól kezdve vállalta a felelősséget a térközőr, aki azelőtt állította szabadra a jelzőt, hogy a tehervonat megérkezett volna a fertőbozi állomásra. Őt a bíróság 1974 májusában három év szabadságvesztésre ítélte. Felmerült az expresszvonat mozdony- és vonatvezetőjének felelőssége is a balesetben, de bizonyítást nyert, hogy a tehervonat zárlámpája nem világított, így őket a bíróság felmentette.